# Bateria Lindemann

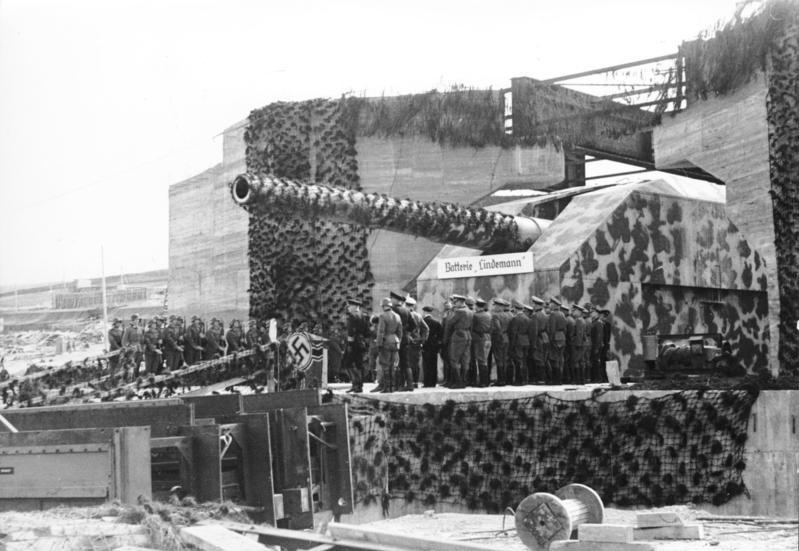
Jedno z dział baterii Lindemann w trakcie budowy.

Bateria Lindemann – niemiecka bateria artylerii nadbrzeżnej umieszczona nad kanałem La Manche, w okolicy miasta Sangatte, na zachód od Calais.
Zbudowana w 1942 roku, była jedną z trzech najsilniej uzbrojonych baterii na Wale Atlantyckim. Umieszczono tu trzy działa kalibru 406 mm typu C/34, przeniesione ze zlikwidowanej baterii Schleswig-Holstein zbudowanej w latach 1940–41 w okolicy Helu. Dwie pozostałe baterie uzbrojone w takie działa znajdowały się w Norwegii – bateria Theo w Trondenes niedaleko Harstad i na wyspie Engeløya jako bateria Dietl.
Pierwotnie nazwa baterii brzmiała Grossdeutschland, ale we wrześniu 1942 nadano jej imię Ernsta Lindemanna, ostatniego dowódcy pancernika Bismarck. 

Załogę baterii stanowili żołnierze 244 MAA (Marine-Artillerie-Abteilung – Batalionu Artylerii Morskiej). Dowódcą był Kapitänleutnant Werner Lokau.
Bateria była zaprojektowana jako obiekt mogący funkcjonować samodzielnie. Miała własną elektrownię, dwa niezależne ujęcia wody ze zbiornikami, a nawet szpital z salą operacyjną i łóżkami dla 38 pacjentów. Wszystkie obiekty były gazoszczelne i klimatyzowane. Działa umieszczono w potężnych żelbetonowych schronach. Przed atakiem z lądu zabezpieczały baterię pola minowe, drut kolczasty i 18 stanowisk karabinów maszynowych, rowy i stalowe zapory przeciwczołgowe. Zainstalowano też kilkanaście stanowisk lekkich i ciężkich dział przeciwlotniczych. Dla zmylenia alianckich obserwatorów na wschód od baterii, na zewnątrz umocnień, zbudowano fałszywe stanowiska artylerii przeciwlotniczej.
W czasie dwóch lat aktywności bojowej bateria wystrzeliła 2450 pocisków (1242 do statków na Kanale La Manche, 593 na angielskie porty, 235 na miasto Dover, 186 na brytyjskie baterie nadbrzeżne i 194 do niezarejestrowanych celów.
4 września 1944 pocisk z alianckiego działa kolejowego uszkodził działo nr 2. 21 września po zmasowanym nalocie bombowców zniszczeniu uległo drugie działo. Ostatecznie bateria umilkła 26 września 1944, kiedy zdobyli ją żołnierze 9 Kanadyjskiej Brygady Piechoty.
W latach 80. XX w., w czasie budowy tunelu pod kanałem La Manche część obiektów baterii została zniszczona, a reszta zasypana zwałami ziemi wydobywanej z budowanego tunelu.